# Курч, Мартин
Мартин Данилович Курч (? — 1602) — государственный и военный деятель Великого княжества Литовского, войский витебский (1578), маршалок господарский (1585—1589), воевода дерптский (1600—1602), староста одельский и Феллинский.

## Биография
Представитель литовского дворянского рода Курчей герба «Радван». Сын королевского дворянина Даниила Семёновича Курча.
В 1560 году в чине ротмистра участвовал в Ливонской войне с Русским государством (1558—1582). В 1567 году надзирал над строительством замка в урочище Сарица в Витебском воеводстве. Под командованием гетмана польного литовского, князя Романа Фёдоровича Сангушки, участвовал в битве под Чашниками 21 июня 1567 года и при взятии крепости Ула в 1569 году. В 1578 году упоминается в звании войского витебского. В 1580—1582 годах участвовал в походах польско-литовской армии под командованием Стефана Батория на Великие Луки и Псков.
В 1585-1589 годах Мартин Курч занимал должность маршалка господарского, в 1600 году был назначен воеводой дерптским.
За военные заслуги Мартин Курч получил от короля звания старосты одельского (1576) и Феллинского (1586).
Владел имениями в Гродненском, Лидском, Новогрудском и Волковысском поветах.

## Семья
Был дважды женат. Его первой женой стала Аполлония Васильевна Корсак, дочь полоцкого городничего Василия Михайловича Корсака. Дети: Остафий, Лев, Марина, Богдана, Анна, Раина.
Вторично женился на Софии Ивановне Сапеге, дочери старосты дрохичинского Ивана Ивановича Сапеги (ум. 1580) и Богданы Друцкой-Соколинской (ум. ок. 1584), родной сестре литовского великого канцлера Льва Сапеги. Дети: Михаил, Ян, Станислав, Тереза, Марина и Стефан.